# François Dufer
 (février 2013).
Si vous disposez d'ouvrages ou d'articles de référence ou si vous connaissez des sites web de qualité traitant du thème abordé ici, merci de compléter l'article en donnant les références utiles à sa vérifiabilité et en les liant à la section « Notes et références ».

François Dufer, né le 13 mars 1793 et mort le 23 mai 1871, fut bourgmestre de la ville de Namur de 1842 à 1867.

## Biographie
Fils d'un maître-tanneur (François-Joseph Dufer), il était versé dans les sciences commerciales et très entendu dans les affaires pénitentiaires et philanthropiques. Il a fait partie du Tribunal de Commerce pendant plusieurs années et il a présidé longtemps le Conseil de Fabrique de l'église Saint Nicolas.
Il quitte le pouvoir après vingt-cinq années d'exercice. 